# Pojedynek potworów
Pojedynek potworów (jap. フランケンシュタインの怪獣: サンダ対ガイラ Furankenshutain no kaijū: Sanda tai Gaira; ang. The War of the Gargantuas) – japońsko-amerykański film typu kaijū z 1966 roku w reżyserii Ishirō Hondy. Nieformalny sequel filmu Frankenstein Conquers the World.

## Opis fabuły
Sztorm na morzu. Japoński sternik kierujący statkiem zostaje zaatakowany przez olbrzymią ośmiornicę. Jej napaść zostaje przerwana przez pokrytego sierścią olbrzyma, który wpierw rozprawia się z ośmiornicą, a następnie zaczyna topić statek. Przebywający w szpitalu sternik jako jedyny ocalały rozbitek opowiada o tym zdarzeniu straży przybrzeżnej. Z jego zeznania wynika, że olbrzym pożarł pozostałych rozbitków, o czym świadczą strzępy ubrań, które wyglądają tak jakby zostały przeżute przez olbrzymią istotę. Straż przybrzeżna prosi o ekspertyzę doktora Paula Stewarta i jego asystentkę Akemi Togawy, którzy pięć lat wcześniej prowadzili badania nad nieletnim człekokształtnym stworkiem o brązowej sierści. Malec uciekł jednak z laboratorium i teraz stał się pierwszym podejrzanym, w co doktor Stewart i Akemi nie chcą uwierzyć. Zespół naukowców rozpoczyna poszukiwania zbiegłego potwora, chcąc w ten sposób dowieść jego niewinności. Trop zaprowadza ich w Alpy Japońskie. Prasa szybko podchwytuje temat.
W międzyczasie dochodzi do kolejnych zaginięć na wybrzeżu Zatoki Tokijskiej. Doktor Stewart wysyła na miejsce zdarzenia kolejnego asystenta, doktora Majidę. Ten odnajduje ślady sierści i z wyników badań genetycznych wynika, że to ten sam stwór, co z laboratorium. Dziwi się jednak, czemu jednak mieszka pod wodą. W końcu olbrzym o zielonej sierści atakuje lotnisko Haneda, podchwytując bezbronną kobietę. W czasie kiedy ją pożera, zza chmur wychodzi słońce, którego blask zmusza bestię do panicznej ucieczki do oceanu. Doktor Stewart w drodze do Tokio zaczyna zastanawiać się, czy stwór z morza to zupełnie ktoś inny niż jego wychowanek.
Szybko podane jest do publicznej wiadomości, że morski olbrzym jest wrażliwy na światło dzienne. Nocą bestia nawiedza Tokio począwszy od ataku klubu i nieudanej próby pożarcia zagranicznej piosenkarki, jednak po włączeniu wszystkich świateł w mieście przez poinformowanych wcześniej mieszkańców, natychmiast ucieka w góry. Lądowe Siły Samoobrony zostają postawione w stan gotowości. Stosując reflektory i ogniska zaganiają potwora w dolinę, gdzie zastawiono na niego pułapkę. Po konwencjonalnym ogniu z artylerii i czołgów zostają użyte samobieżne działa maserowe oraz lasery, czyniąc potworowi poważne obrażenia. Kiedy wydaje się, że zostanie zabity, na ratunek przybywa mu identyczny osobnik, pokryty brązową sierścią. Jednak brązowy olbrzym nie podejmuje walki z wojskiem i w spokoju odchodzi z rannym pobratymcem. I tak zielony olbrzym zostaje nazwany Gailą, a brązowy Sandą.
Doktorzy Stewart i Majida oraz Akemi wraz z wojskiem próbują odnaleźć Sandę i Gailę. W międzyczasie wysnuwają teorię, że uciekający z laboratorium Sanda, oderwał sobie kawałek skóry, który znalazł się w oceanie i dał życie Gaili. Sugeruje, że Gaila to klon Sandy. Wojsko zdaje sobie sprawę, że zabicie któregokolwiek z nich mogłoby przyczynić się do fragmentacji ich komórek i tym samym do zrodzenia się całej populacji podobnych istot, której nie byłoby już można w żaden sposób powstrzymać.
Akemi i Stewart spędzają wolny czas w okolicznych górach. Wkrótce wraz z relaksującymi się nastolatkami uciekają przed Gailą. Akemi podczas ucieczki spada w przepaść trzymając się kurczowo gałęzi. Z opresji ratuje ją Sanda, łamiąc przy tym sobie nogę. Dawny podopieczny Akemi opuszcza ją nie zważając na jej wołania. Sanda wraca do wypoczywającego Gaily, lecz dostrzega przy nim strzępy ubrań pożartych ludzi. Domyślając się krwiożerczej natury swojego „brata”, atakuje go i pomiędzy nimi wywiązuje się bójka. Ludożerca ucieka przed nim w popłochu. Akemi, doktor Majida i doktor Stewart starają się przekonać wojsko, by oszczędzić Sandę, ponieważ tylko Gaila jest zły. Japońskie Siły Samoobrony są zdania, że nie warto ryzykować i lepiej zabić oba potwory. Obie strony zauważają, że Gaila uodpornił się na światło dzienne.
Wciąż poraniony Gaila pojawia się w Tokio siejąc spustoszenie na ulicach miasta. Wkrótce dociera też Sanda. Akemi mając nadzieję, że Sanda nie zginie chce posłużyć mu jako przynęta. Niechętny temu Stewart towarzyszy jej. Wkrótce Gaila dostrzega ich i zagania obojga do podziemnego tunelu. Rozwścieczona bestia łapie kobietę i zamierza ją pożreć, lecz ponownie na ratunek jej przybywa kulejący Sanda. Brązowy olbrzym próbuje uspokoić będącego w amoku „brata”, ale Gaila wydaje się nie reagować na jego prośby, co doprowadza do konfrontacji olbrzymich potworów. Starcie gigantów powoduje ogromne zniszczenia w mieście. W końcu walka przenosi się do portu, a następnie do oceanu. Z brzegu wojsko ostrzeliwuje jeszcze potwory z artylerii i dział laserowych, a także bombarduje je z powietrza. Pod koniec filmu dochodzi do erupcji podmorskiego wulkanu, który zabija zarówno Sandę jak i Gailę. W szpitalu doktor Stewart i poddana hospitalizacji Akemi dowiadują się od Majidy, że oba potwory zginęły.

## Obsada
- Russ Tamblyn – dr Paul Stewart
- Gorō Mutsumi – dr Paul Stewart (głos, wersja japońska)
- Kumi Mizuno – Akemi Togawa
- Kenji Sahara – dr Yuzo Majida
- Nobuo Nakamura – dr Kita
- Jun Tazaki – generał
- Kōzō Nomura – doradca generała
- Hisaya Itō – szef straży przybrzeżnej Izumida
- Yoshifumi Tajima – oficer straży przybrzeżnej
- Ren Yamamoto – sternik
- Kipp Hamilton – piosenkarka z tokijskiego klubu
- Ikio Sawamura – rybak #1
- Seishirō Kuno – rybak #2
- Tadashi Okabe – ubliżający reporter
- Hideo Shibuya – sceptyczny reporter
- Someshō Matsumoto – oficjel
- Haruo Nakajima – Gaila
- Hiroshi Sekita –
  - Sanda,
  - piwosz z tokijskiego klubu
- Yasuhiro Komiya – mały Sanda
- Kasei Kinoshita – mały Sanda (głos)

## Gaila
Gaila (jap. ガイラ Gaira) – fikcyjny olbrzymi potwór (kaijū), występujący w japońskich produkcjach fantastycznonaukowych wytwórni Tōhō. Gaila to jeden z dwóch olbrzymów powstały z materiału genetycznego Frankensteina zamieszkujący ocean. Pokryty zieloną sierścią, o szerokiej i płaskiej twarzy z wystającymi kłami. Określany mianem Morskiego Frankensteina (jap. 海フランケンシュタイン Kai Furankenshutain) lub Zielonego Gargantui (ang. Green Gargantua). W Pojedynku potworów odgrywał rolę antagonisty.

### Pojedynek potworów
Gaira jest agresywnym ludojadem. Jego skłonność do żywienia się ludzkim mięsem powoduje liczne napaści na skupiska ludzkie na wybrzeżu Japonii m.in. na łodzie, lotnisko i w końcu Tokio. Naukowcy sugerują, że stał się taki żyjąc w niebezpiecznym morskim środowisku zamieszkałym przez groźne stworzenia. Życie na dnie zbiorników wodnych spowodowało, że był wrażliwy na światło dzienne, ale z czasem przebywanie dłużej na lądzie uodpornia go na nie.
Widząc w nim zagrożenie, Lądowe Siły Samoobrony postanawiają go zabić. Na japońskiej prowincji zostaje osaczony przez wojsko i ostrzelany z konwencjonalnej artylerii, oraz samobieżnych dział maserowych, w wyniku czego odnosi poważne rany. Z opresji ratuje go inny przedstawiciel jego rodzaju – Sanda. Kiedy Sanda odkrywa jednak, że Gaila żywi się ludzkim mięsem, szybko obraca się przeciwko „bratu”. Uciekając przed Sandą Gaila dociera do Tokio. Tam usiłuje pożreć Akemi, asystentkę doktora Stewarta, lecz tym razem Sanda nie pozwala, by morski potwór zabił niewinnego człowieka, jednakże chcąc się z nim pojednać. Myśląc, że jego brązowy krewniak wciąż mu zagraża, Gaila stacza z nim tytaniczną walkę, która z czasem przenosi się na otwarty ocean. Obaj giną w czasie erupcji podmorskiego wulkanu.
W filmie Godzilla kontra Mechagodzilla z 2002 roku podczas dyskusji nt. ataków gigantycznych potworów od roku 1954, premier Machiko Tsuge wspomina atak Gaily w 1966 roku i wynikające z tego wynalezienie dział maserowych. Sceny z nim to wycięte fragmenty z Pojedynku potworów.

### Inne występy
Gaila wystąpił w serialu Taiyō no Aitsu z 1972 roku. W tej wersji jest to potwór filmowy odgrywany przez Tanabę granego przez Haruo Nakajimę.
Gaila jako rzeczywisty potwór pojawił się w serialach tokusatsu Ike! Goddoman i Ike! Gurīnman, w obu jako oponent  tytułowych bohaterów, w pierwszym jako bestia grasująca w górach, a w drugim nasłany przez głównych złoczyńców serialu celem zdobycia dziecięcej krwi. W 2008 roku świętując 35-lecie obu seriali Tōhō wypuściło krótkometrażowy film wydany na DVD Ike! Goddoman, w którym występuje gościnnie Gaila jako jeden z potworów, z którym walczy tytułowy bohater.

## Sanda
Sanda (jap. サンダ) – fikcyjny olbrzymi potwór (kaijū), występujący w japońskich produkcjach fantastycznonaukowych wytwórni Tōhō. Sanda to jeden z dwóch olbrzymów powstały z materiału genetycznego Frankensteina zamieszkujący góry. Pokryty brązową sierścią, mający człekopodobną twarz pokrytą brodą. Określany mianem Górskiego Frankensteina (jap. 山フランケンシュタイン San Furankenshutain) lub Brązowego Gargantui (ang. Brown Gargantua). Był nieco większy i cięższy od swojego zielonego odpowiednika.

### Pojedynek potworów
Różni go również zupełnie odmienny stosunek do ludzi. Będąc jeszcze niegroźnym dzieckiem ludzkich rozmiarów, Sanda został schwytany w górach przez ludzi i oddany pod opiekę zespół naukowy doktora Paula Stewarta. Mimo iż zaprzyjaźnia się ze swoimi opiekunami (zwłaszcza z Akemi, asystentką doktora Stewarta), ucieka i przez pięć lat ukrywa się w górzystych regionach Japonii, gdzie rośnie do olbrzymich rozmiarów. Wraz z pojawieniem się pierwszych doniesień o brutalnych atakach włochatego monstrum-ludojada, Sanda staje się pierwszym podejrzanym. Jedynie niegdyś opiekujący się nim naukowcy nie mogą uwierzyć, że ich były podopieczny jest zdolny do przemocy wobec ludzi. Sanda nieoczekiwanie objawia się zaskoczonym Lądowym Siłom Samoobrony mającym ostatecznie zabić Gailę i staje w jego obronie. Jednak mając pokojowe nastawienie Sanda nie atakuje wojska, tylko gestami każe im zaprzestać ataku.
Sanda opiekuje się rannym Gailą i pomaga mu ukrywać się przed ścigającymi ludźmi. Lecz kiedy zdał sobie sprawę, że jego „brat” traktuje ludzi jako swój pokarm, sam go zaatakuje. Goniąc morskiego olbrzyma Sanda dociera do Tokio. W ostatniej chwili ratuje Akemi przed pożarciem przez Gailę, ale mimo to pragnie się z nim pojednać. Na nic zdają się jego próby uspokojenia zielonego krewniaka. Oba monstra staczają tytaniczną walkę, która z czasem przenosi się na otwarty ocean. Obaj giną w czasie erupcji podmorskiego wulkanu.

### Inne występy
Sanda potem pojawił się w serialach tokusatsu Ike! Goddoman i Ike! Gurīnman, w obu jako oponent tytułowych bohaterów, w pierwszym jako małpopodobny ogr zagrażający ludziom, a w drugim potwór o zmiennym wzroście trującym oddechem nasłany przez głównych złoczyńców serialu celem podporządkowania sobie Ziemi.

## Produkcja

### Przygotowania i scenariusz
Film został zaplanowany jako kontynuacja Frankenstein Conquers the World i kolejna koprodukcja Tōhō z United Productions of America. 26 stycznia 1966 roku Takeshi Kimura napisał pierwszą wersję skryptu pt. Furankenshutain no Kyōdai (jap. フランケンシュタインの兄弟, pol. Bracia Frankenstein) mającym być bezpośrednią kontynuacją Frankenstein Conquers the World. Potworami miały być „Górski Frankenstein” o białej sierści i „Morski Frankenstein” o szarej sierści. Kimura oparł historię na micie o braciach Umihiko i Yamahiko ze zbioru Kojiki, gdzie Umihiko był rybakiem, a Yamahiko góralem.
Następnie powstał drugi skrypt przy udziale Ishirō Hondy, tym razem pt. Furankenshutain no Tōsō (jap. フランケンシュタインの斗争, pol. Konflikt Frankensteinów). Przy trzeciej wersji wprowadzono więcej zmian i zmieniono tytuł na Furankenshutain no kettō (jap. フランケンシュタインの決闘, pol. Pojedynek Frankensteinów). Podczas finalizacji scenariusza Honda uznał, że film zyska jeśli będzie samodzielnym dziełem. Także ustalono ostateczny tytuł – Furankenshutain no kaijū: Sanda tai Gaira (jap. フランケンシュタインの怪獣: サンダ対ガイラ, pol. Potwory Frankenstein: Sanda kontra Gaira) nadając imiona potworom.
W wydaniu „Variety” z 28 lipca 1965 roku film został ogłoszony pod roboczym tytułem The Two Frankensteins wśród czterech innych filmów  Tōhō współprodukowanych przez Henry’ego G. Sapersteina, szefa United Productions of America. Reżyserem został Ishirō Honda, dla którego była to pierwsza praca reżyserska dla Tōhō na zlecenie, kiedy pod koniec 1965 roku Iwao Mori z zarządu Tōhō poinformował go, że z powodu cięcia kosztów wytwórni jego coroczny kontrakt reżyserski nie zostanie przedłużony i będzie musiał rozmawiać z producentem Tomoyuki Tanaką o każdym zleceniu.

### Casting
Nick Adams występujący wcześniej w Frankenstein Conquers the World i Inwazji potworów miał ponownie zagrać amerykańską postać, jednak był niedostępny w Japonii, gdyż był w trakcie burzliwego rozwodu. Kolejnym wyborem był Tab Hunter. Ostatnim wyborem był Russ Tamblyn będący na aktorskiej emeryturze. Tamblyn nie ukrywał, że przyjął rolę tylko dlatego, ponieważ za nią miał otrzymać sporo pieniędzy i możliwość zwiedzenia Japonii. Uważał, że scenariusz jest okropny i liczył, że nikt nie obejrzy filmu.
Dla Kenjiego Sahary, wcielającego się w doktora Mamiyę, była to pierwsza od czasu Godzilli kontra Mothry pierwszoplanowa rola i był wdzięczny za to Hondzie. Sahara uważał rolę za „nagrodę” za to, że za namową Hondy wystąpił w serialu telewizyjnym Ultra Q.
Pierwszym wyborem reżysera efektów specjalnych Eijiego Tsuburayi do roli Sandy był Shōichi Hirose. Ten odmówił, preferując rolę, którą zaproponowano mu w innym filmie, gdzie mógł pokazać swoją twarz. Jego miejsce zajął aktor i kaskader Hiroshi Sekita, debiutując jako aktor kostiumowy do ról potworów. Rolę Gaily otrzymał Haruo Nakajima, sztandarowy aktor kostiumowy w filmach kaijū. Młodego Sandę zagrał aktor dziecięcy Yasuhiro Komiya, a głosu użyczył komik Kasei Kinoshita.
Jedyną prośbą Sapersteina było uwzględnienie angielskiej piosenki śpiewaną przez białą kobietę. W rolę piosenkarki wcieliła się Kipp Hamilton, szwagierka Carol Burnett.

### Realizacja
Zdjęcia były kręcone od 9 maja do 4 czerwca 1966 roku. Muzykę skomponował Akira Ifukube adaptując część utworów z Frankenstein Conquers the World. Partyturę ukończył 22 lipca 1966 roku.
Russ Tamblyn nienawidził grać w tym filmie i był skonfliktowany z ekipą filmową. Ubolewał, że oprócz tłumacza Haihachiro Okawy nikt nie zna angielskiego i bariera językowa dla niego była dość poważna. Podczas zdjęć robił wszystko na odwrót co kazał mu Honda, czym doprowadzał do wściekłości Hondę i jego asystenta Seijiego Taniego. Także Saperstein żałował, że obsadził Tamblyna w filmie i nazywał go wrzodem na dupie. Jednocześnie Tamblyn miał dobre zdanie o Hondzie, jako że ten dawał mu mało wskazówek, co wg Tamblyna było oznaką dobrej reżyserii.
Na potrzeby japońskiej wersji Tamblyn został zdubbingowany przez seiyū Gorō Mutsumiego.
Zdjęcia były kręcone w Tokio, Gotenbie i na półwyspie Miura.
Kumi Mizuno cierpiała na lęk wysokości, co zostało wykorzystane w scenie wiszenia nad przepaścią.

### Efekty specjalne
Projekty potworów wykonał projektant związany Tsuburaya Productions, Tōru Narita. Pierwotnie Sanda i Gaila mieli mieć ogony. Reżyser efektów specjalnych filmu, Eiji Tsuburaya był wielkim fanem Gill-mana z Potwora z Czarnej Laguny i kilkakrotnie chciał przemycić do filmów Tōhō potwora opartego na nim. Stąd też  wczesny szkic koncepcyjny Gaily przypominał Gill-mana.
Teizō Toshimitsu wykonał prototyp i wymodelował głowy kostiumów, podczas gdy bracia Yagi i Eizo Kaimai, byli odpowiedzialni za ich ciała. Kaimai stwierdził, że nie wykorzystał stroju piankowego jako podstawy kostiumów, pomimo obszernych scen wodnych w filmie, ponieważ uważał, że materiał byłby zbyt ograniczający, aby w nim działać. Zamiast tego oparł się na odzieży przypominającej kombinezony z bezpośrednim nałożeniem skóry i futra. Kostiumy obu potworów miały również futbolowe ochraniacze na ramiona, aby podkreślić ich zwinność i siłę. Maski były wymodelowane gipsowo z twarzy Sekity i Nakajimy i miały otwory na oczy i ruchome szczęki, co pozwalało aktorom na grę oczami.
Do kostiumu Sandy jako „górskiego Frankensteina” powierzchnia ciała ma kształt szyszki sosnowej i wykorzystano konopie do użycia owłosienia. W przypadku kostiumu Gaily, w oparciu o prośbę Tsuburayi, aby „brudzić zgniłymi wodorostami i wakame na całym ciele”, Kaimai nałożył wodoodporne sztuczne kwiaty na powierzchnię kostiumu pomalowane drobno pędzlem. W scenach, w której Gaila podnosił ludzi do pożarcia, wykorzystano pełnowymiarowy model prawej ręki. Ponadto ujęcie, w którym Gaila spogląda na łódź rybacką z dna morskiego, zostało wykonane przez akwarium.
W scenie ataku na lotnisko Haneda po raz pierwszy zastosowano technikę zwaną Toho Separation, w której aktor kostiumowy był fotografowany na białym tle, a tło zaczernione przez negatyw służyło jako maska do syntezy z rzeczywistą sceną.
Sekita i Nakajima podczas walk użyli swoją znajomość sztuk walki (Sekita miał pas w karate, a Nakajima w judo). Nakajima dodatkowo oparł się na wrestlingu.
Wykorzystano makietę Ōdako z niewykorzystanego zakończenia Frankenstein Conquers the World. Rekwizyt miał zainstalowane światła w oczach, które były sterowane za pomocą zmiennego autotransformatora. Skonstruowano także pełnowymiarowe macki do scen z aktorami.
W trakcie zdjęć Honda wpadł na pomysł ataku dział maserowych, ponieważ uważał, że dodadzą one dramatycznej atmosfery. Zbudowano dwa modele w skali 1/15 o długości około dwóch metrów i dwa mniejsze modele w skali 1/30 o długości około jednego metra. Model dział maserowych i ciągników, które je ciągnęły, nie były samobieżne i musiały być obsługiwane za pomocą drutów fortepianowych. Elektryczność była przesyłana przez przewody fortepianu do miniatury, aby urządzenie strzelające w kształcie talerza satelitarnego emitowało światło. W ostatniej chwili Eiji Tsuburaya wpadł na pomysł, aby promienie Maserów przecinały drzewa.

## Promocja
Film był kierowany do dziecięcej demografii i Tōhō reklamowało poprzez liczne programy telewizyjne, w tym Toho Kaiju Festival z występami Tomoyukiego Tanaki, Eijiego Tsuburayi i Ishirō Hondy oraz rekonstrukcją walki Sandy i Gaili, transmitowaną na żywo w Yomiuri Children’s News.
Chcąc konkurować z Toei i Daiei, zdecydowano się dystrybuować Pojedynek potworów z podwójnym pokazie z filmem anime. Pierwotnym animowanym dodatkiem miała być pełnometrażowa kontynuacja serialu anime Astro Boya w reżyserii Yusaku Sakamoto, jednak w wyniku braku scenariusza, z którego Sakamoto byłby zadowolony plany zarzucono i zastąpiono pełnometrażową wersją serialu anime Kimby, białego lwa. Sam pełnometrażowy Astro Boy został przerobiony na odcinki 175-176 serialu animowanego i wyemitowany 23 i 30 lipca 1966 roku.
Tōhō również zleciło studiu Frontier Enterprises angielski dubbing na rynek zagraniczny, nagrany w Tokio. W przeciwieństwie do Nicka Adamsa w Inwazji potworów i Frankenstein Conquers the World Russ Tamblyn został zdubbingowany przez innego aktora. Wersja ta była bezpośrednim tłumaczeniem wersji japońskiej, zachowując odniesienia do potworów jako „Frankensteinów”. Dubbing ten pozostał niedostępny przez dziesięciolecia, a jedynym znanym wydaniem była grecka kaseta VHS, dopóki Janus Films zdobywszy prawa licencyjne nie udostępnił w serwisach streamingowych STARZ i FilmStruck w 2017 roku. Chociaż FilmStruck został zamknięty w 2018 roku, film w wersji Frontier Enterprises pozostaje dostępny na STARZ i The Criterion Channel.
W amerykańskich materiałach promocyjnych Kipp Hamilton była reklamowana jako „specjalny gość”.

## Amerykańska wersja
Mimo istnienia gotowej anglojęzycznej wersji Pojedynku potworów, tak jak w przypadku Inwazji potworów Saperstein zlecił własny dubbing studiu Glen Glenn Sound i w tej wersji dystrybuował film na terenie Stanów Zjednoczonych. Saperstein tak jak w przypadku Nicka Adamsa w Inwazji potworów i Frankenstein Conquers the World zamierzał wykorzystać oryginalne kwestie Tamblyna wypowiadane w języku angielskim. Jednak oryginalna ścieżka dźwiękowa z dialogami Tamblyna zaginęła, wobec czego aktor musiał nagrać swoje kwestie na nowo. Na domiar złego pracował bez scenariusza i musiał improwizować na podstawie materiału, który oglądał.
Amerykańska wersja obejmowała także dodatkowe sceny powstałe z nieużywanego materiału filmowego w wersji japońskiej, nakręconego jako część oryginalnej produkcji i często zawierającego rozszerzone sceny zniszczenia. Zmieniono również partyturę muzyczną, dodając niektóre motywy Akiry Ifukube z Inwazji potworów. Utwór Operation L March został również usunięty z amerykańskiej wersji filmu, zastąpiony kombinacją motywu Gaily i utworu Terror Hunt Philipa Greena z APM Music.
Najważniejszą różnicą był fakt, iż w japońskiej wersji występujące potwory nazywane były „Frankensteinami”, zaś w wersji Sapersteina nazywano je „Gargantuami” i usunięto wszelkie nawiązania do Frankensteina. Sanda i Gaila pozostali anonimowani w tej wersji i byli określani kolejno Brązowym Gargantuą i Zielonym Gargantuą.
Wersja Sapersteina zmieniła także format taśmy ze TohoScope na VistaVision.

## Odbiór filmu

### Premiera
W Japonii Pojedynek potworów miał premierę 31 lipca 1966 roku w potrójnym pokazie z animowanym Kimbą, białym lwem i kukiełkowym Tsuru no Ongaeshi (ningyō geki). Amerykańska premiera odbyła się 29 lipca 1970 roku w podwójnym pokazie z Inwazją potworów.
W Polsce miał premierę kinową 16 lutego 1976 roku.

### Reakcje
Film nie odniósł dużego sukcesu w Japonii. Ishirō Honda uważał film za nudny, zaś asystent Eijiego Tsuburayi przy tym filmie – Teruyoshi Nakano narzekał na słabe tempo i niedorobione kostiumy. Gaila był ulubioną rolą Haruo Nakajimy. Russ Tamblyn po latach przekonał się do filmu i miał o nim lepsze zdanie.

### Recenzje
Aleksander Halka-Ledóchowski z „Filmu” zauważył, że Pojedynek potworów mimo upływu 10 lat od oryginalnej premiery, „ogląda się go tak, jakby powstał wczoraj”. Porównał go do komiksu w pozytywnym tego słowa znaczeniu, jednak krytykował utajenie imion potworów jako „zniekształcenie historii i odbieranie przyjemności skojarzeń”.

## Dziedzictwo
Pojedynek potworów swego czasu stał się filmem kultowym w Stanach Zjednoczonych.
Quentin Tarantino, Nicolas Cage, Guillermo del Toro, Tim Burton i Jon Turteltaub wymieniają Pojedynek potworów jako jeden z ich ulubionych filmów. Burton w 2010 roku na seminarium ACMI powiedział, że jest to ulubiony film jego córki. W czasie 84. ceremonii wręczenia Oscarów za rok 2011, amerykański aktor Brad Pitt wyznał, że ten film był dla niego jedną z inspiracji do zostania aktorem.
Mangaka Hajime Isayama ujawnił, że przypadkowy seans Pojedynek potworów w telewizji, gdy był dzieckiem, miał wpływ na stworzenie gigantów pojawiających w jego mandzle Atak Tytanów w późniejszych latach.
Chociaż nigdy nie pojawiły się w serii filmów o Godzilli poza materiałem archiwalnym, Sanda i Gaila pojawili się w oficjalnie licencjonowanych mediach związanych z Godzillą, takich jak gry wideo, manga i komiksy. Z kolei działa maserowe, w filmie zwane  „Type 66 Maser Cannon” i ich wariacje wielokrotnie pojawiły się w filmach z Godzillą.
Niektóre źródła podają, że Henry G. Saperstein w 1978 roku planował kontynuację pt. Godzilla vs. Gargantuas z udziałem Godzilli, jednak plany te nie urzeczywistniły się.

## Odniesienia w kulturze popularnej
- W 1978 roku amerykański zespół Devo wykonał na żywo cover piosenki z filmu[50].
- Quentin Tarantino przy  Kill Bill zbudował makietę Tokio w hołdzie dla filmu. Zlecił też obejrzeć Daryl Hannah Pojedynek potworów, a walkę Elle Driver i Panny Młodej określił jako War of the Blonde Gargantuas[51].
- Sceny początkowe Pacific Rim były inspirowane Pojedynkiem potworów[52].
- Dziewiąty odcinek serialu animowanego Scooby Doo i Brygada Detektywów pod tytułem Battle Of The Humungonauts nawiązuje do Pojedynku potworów. Fabuła odcinka skupia się walce dwóch bliźniaczych potworów, podobnych do Sandy i Gaili. W scenie w klubie Tiki Tub Trini Lee wykonuje piosenkę, która była śpiewana w filmie przez piosenkarkę z tokijskiego klubu[53].
- Końcowa walka w filmie Adrenalina 2. Pod napięciem nawiązuje do Pojedynku potworów[54].
- Głos Gairy otrzymali: Gallo z odcinka Aura Battler Dunbine pt. Kīn ayaushi[55], Bio-Volcano z odcinka Zoids: Genesis pt. Densetsu[56] i jeden z potworów z 3-częściowego OVA Aura Battler Dunbine: The Tale of Neo Byston Well[19].
- W odcinku Pokémon: Advanced Generations pt. Eiga taiketsu! Shutsugeki isshu bōei-tai!! będącym parodią filmów kaijū Super Laser w filmie Julesa na konkurs filmowy jest wzorowany na Type 66 Maser Cannon[57].